# Ethyl propionat
Ethyl propionat là một hợp chất với công thức C2H5(C2H5COO). Nó là ethyl ester của acid propionic. Nó có mùi như mùi quả dứa. Một số quả như quả kiwi và quả dâu tây tự nhiên có chứa ethyl propionate với một lượng nhỏ.
Ethyl propionat được sử dụng trong sản xuất một số thuốc chống sốt rét bao gồm pyrimethamin.